# 再チャレンジ・二つの扉
『再チャレンジ・二つの扉』は文化放送で2006年11月6日 - 2007年3月19日まで毎週月曜20:00 - 20:30に放送されていたヒューマンドキュメンタリードラマ。

## 概要
凶悪事件や企業の不祥事が絶えない世知辛い世の中で、一度地獄を味わった体験者がそこから這い上がって生還してきた人生の達人を毎回1人の体験者の証言テープとナレーションで綴る。題して「ヒューマンドキュメントどん底からの生還者たち」。
進行役は寺島尚正（文化放送アナウンサー、番組の冒頭のあいさつで「月曜夜8時の人間ウォッチャー」とコメントしている）。
本編内ナレーションは嶋村薫（TBS系の深夜番組「ランク王国」のラルフくんの声で知られた）。ただし、最終回（第20回）放送分のみ体験者が女性のため、男性のナレーションだった。

## この番組の前身
ナイターオフ期間中に編成されている「文化放送フリーステーション」→「ザ･ステージ」の1企画として文化放送報道部が製作した単発企画が源とされている。

## レギュラー化に至った理由
- 2006年の平日ナイターオフ編成上月曜のみ「竹内靖夫の電リク・ハローパーティー」が編成されず、19:00に「甲斐よしひろのセイ!ヤング21」20:30に「青山二丁目劇場」（アニラジ番組）が2006年のナイターシーズンから引き続き放送されることが決まったため、プレーオフが終了した2006年11月6日 - 2007年3月19日までの予定で番組を制作することになった。

| 文化放送 月曜20時枠                            | 文化放送 月曜20時枠    | 文化放送 月曜20時枠                      |
| 前番組                                         | 番組名                 | 次番組                                   |
| ---------------------------------------------- | ---------------------- | ---------------------------------------- |
| 流星倶楽部（ABCラジオ発）（土曜18:30へ再移動） | 再チャレンジ・二つの扉 | 木村政雄の楽園計画（土曜19:00 - 枠移動） |